# Arjawinangun (ort i Indonesien)
Arjawinangun är en ort i Indonesien.   Den ligger i provinsen Jawa Barat, i den västra delen av landet, 180 km öster om huvudstaden Jakarta. Arjawinangun ligger 14 meter över havet och antalet invånare är 105 845.
Terrängen runt Arjawinangun är huvudsakligen platt, men söderut är den kuperad. Runt Arjawinangun är det mycket tätbefolkat, med 2 181 invånare per kvadratkilometer. Närmaste större samhälle är Cirebon, 17,5 km öster om Arjawinangun. Trakten runt Arjawinangun består till största delen av jordbruksmark.